# Hamad Al Fardan
Hamad Ahmed Al Fardan (arabisch حمد الفردان, DMG Ḥamad al-Fardān; * 27. Juni 1987 in Manama) ist ein ehemaliger bahrainischer Rennfahrer. Er ist der Sohn des Rallyefahrers Ahmed Al Fardan.

## Karriere
Hamad Al Fardan begann seine Motorsportkarriere 1997 im Kartsport. Im Alter von 16 Jahren wechselte Al Fardan 2004 in die asiatische Formel BMW. Für das Belgravia Team fahrend wurde er Achter in der Meisterschaft. 2005 wechselte er zu Meritus Racing, die in der Vorsaison die Meisterschaft gewonnen hatten, und fuhr eine zweite Saison in der asiatischen Formel BMW. Al Fardan holte zwei Pole Positions und vier Siege. In der Gesamtwertung belegte er den dritten Platz. 2006 startete Al Fardan für Meritus Racing in der neuseeländischen Toyota Racing Serie und wurde mit einem Sieg 13. im Gesamtklassement.
2007 wechselte Al Fardan nach Europa in die nationale Klasse der britischen Formel-3-Meisterschaft. Al Fardan stand bei 22 Rennen zwölf Mal auf dem Podium. Allerdings gelang es ihm nicht, ein Rennen zu gewinnen. Dennoch stand er am Ende auf Platz drei im Gesamtklassement. 2008 fuhr Al Fardan erneut in Europa. Er startete sowohl in der deutschen als auch in der österreichischen Formel 3 für Franz Wöss Racing. In der deutschen Formel 3 belegte Al Fardan den zwölften Platz, in der österreichischen Formel 3 den siebten Platz in der Gesamtwertung.
Anfang August wurde Al Fardan von iSport International für die GP2-Asia-Serie-Saison 2008/2009 verpflicht. Al Fardan schaffte nur einmal den Sprung in die Punkteränge und belegte Platz 20 der Gesamtwertung. 2009 ging Al Fardan in der asiatischen Formel Renault V6 an den Start und gewann mit vier Siegen in vier Rennen dominant den Titel dieser Meisterschaft.

## Statistik

### Karrierestationen
- 2004: Asiatische Formel BMW (Platz 8)
- 2005: Asiatische Formel BMW (Platz 3)
- 2006: Neuseeländische Toyota Racing Serie (Platz 13)
- 2007: Britische Formel-3-Meisterschaft, Nationale Klasse (Platz 3)
- 2008: Deutscher Formel-3-Cup (Platz 12); Österreichische Formel 3 (Platz 7)
- 2009: Asiatische Formel Renault V6 (Meister); GP2-Asia-Serie (Platz 20)